# Кремна
Кремна (др.-греч. Κρῆμνα) — древний город, один из важнейших в Писидии. Развалины находятся у деревни Чамлык в турецком районе Буджак, на хребте Тавр, в 60 км к юго-востоку от Бурдура и в 15 км от Буджака.

## История
Кремна расположена на холме, возвышающемся над долиной реки Кестр (Аксу). Город расположен на плато на высоте 1000 м над уровнем моря и возвышается на 250 м над окрестностями. Плато круто обрывается на востоке, юге и севере. Подойти к городу можно только с запада, где склон пологий. Однако тут город защищён глубоким оврагом. Это делает акрополь практически неприступным.
Акрополь неровный, выравнивание рельефа не было выполнено. Город построен по гипподамовой системе, непригодной для неровного рельефа.
Впервые неприступную Кремну захватил галатский царь Аминта, который в 39 году до н. э. подчинил Писидию. Октавиан позволил Аминте остаться царём. После его смерти в 25 году до н. э. Галатское царство включено в Римскую империю и Кремна стала римской колонией Colonia Iulia Augusta Cremnena.
При Адриане в Кремне начали чеканить монету.
При Аврелиане, правившем в 270—275 годах, Кремна достигла расцвета.
В неприступной Кремне при императоре Пробе в 276 году нашёл убежище от римлян разбойник Лидий из Исаврии. После продолжительной осады горожане вынуждены были сдаться римлянам.
Кремна входила в византийскую провинцию Памфилия.
В византийскую эпоху в Кремне существовала епископская кафедра Константинопольского патриархата. Епископ Кремны участвовал во Втором Никейском соборе в 787 году. Ныне титулярная кафедра Католической церкви.
Жители постепенно покинули город и поселились в деревне Чамлык, которая до 1912 года называлась Герме (Germe). Герме, старое турецкое название деревни происходит от названия древнего города Кремна.

## Раскопки
В 1874 году было определено идентифицировано местоположение древней Кремны, когда была найдена  дарственная надпись, содержащая название города.
Археологический памятник был разграблен местными жителями.
Турецкий археолог Жале Инан (1914—2001) в 1970—1973 годах проводила спасательные раскопки.
Находки, скульптуры и монеты находятся в Археологическом музее Бурдура.

## В культуре
Герман Гессе написал в 1908—1909 годах рассказ «Осада Кремны» (Die Belagerung von Kremna), опубликованный в 1910 году.